# شمس‌الدین دمشقی
شمس الدین ابوعبداﷲ محمدبن ابی طالب انصاری دمشقی، معروف به شیخ ربوة. یکی از دانشمندان برجسته معاصر با ممالیک و ایلخانان مغول بوده است. او در بیشتر علوم آگاهی و نوشته‌هایی داشت. او به سال ۶۵۴ هَ.ق. متولد شد و به سال ۷۲۷ درگذشت. سنین جوانی و میانسالی شمس الدین محمد دمشقی در زادگاهش دمشق گذشته است. از آثار اوست:
۱ - السیاسة فی علم الفراسة.
۲ - نخبة الدهر فی عجائب البر و البحر. این کتاب از جمله کتاب‌های «عجایب» است که براساس تقسیمات جغرافیایی و اقلیم تقسیم‌بندی شده و گذشته از جغرافیای تاریخی، به مباحث تاریخ علوم و مهندسی اسلامی در عهد مغول نیز پرداخته است. در مجموع، کتب عجایب آمیزه‌ای از علوم گوناگون، بیان شگفتی و تا حدودی خرافات مربوط به مناطق گوناگون جهان است. این کتب علومی چون جغرافیا، نجوم، فلسفه، طبیعیات (جانورشناسی، علم آب و هوا و اقلیم‌شناسی، گیاه‌شناسی) مکانیک (علم الحیل) ملل و نحل، تاریخ معماری، مردم‌شناسی، قوم‌شناسی و… را در بر می‌گیرند.